# Mångblommig knipprot
Mångblommig knipprot (Epipactis purpurata) är en orkidéart som beskrevs av James Edward Smith. Enligt Catalogue of Life ingår Mångblommig knipprot i släktet knipprötter och familjen orkidéer, men enligt Dyntaxa är tillhörigheten istället släktet knipprötter och familjen orkidéer. IUCN kategoriserar arten globalt som livskraftig. Arten har ej påträffats i Sverige. Inga underarter finns listade i Catalogue of Life.

## Bildgalleri

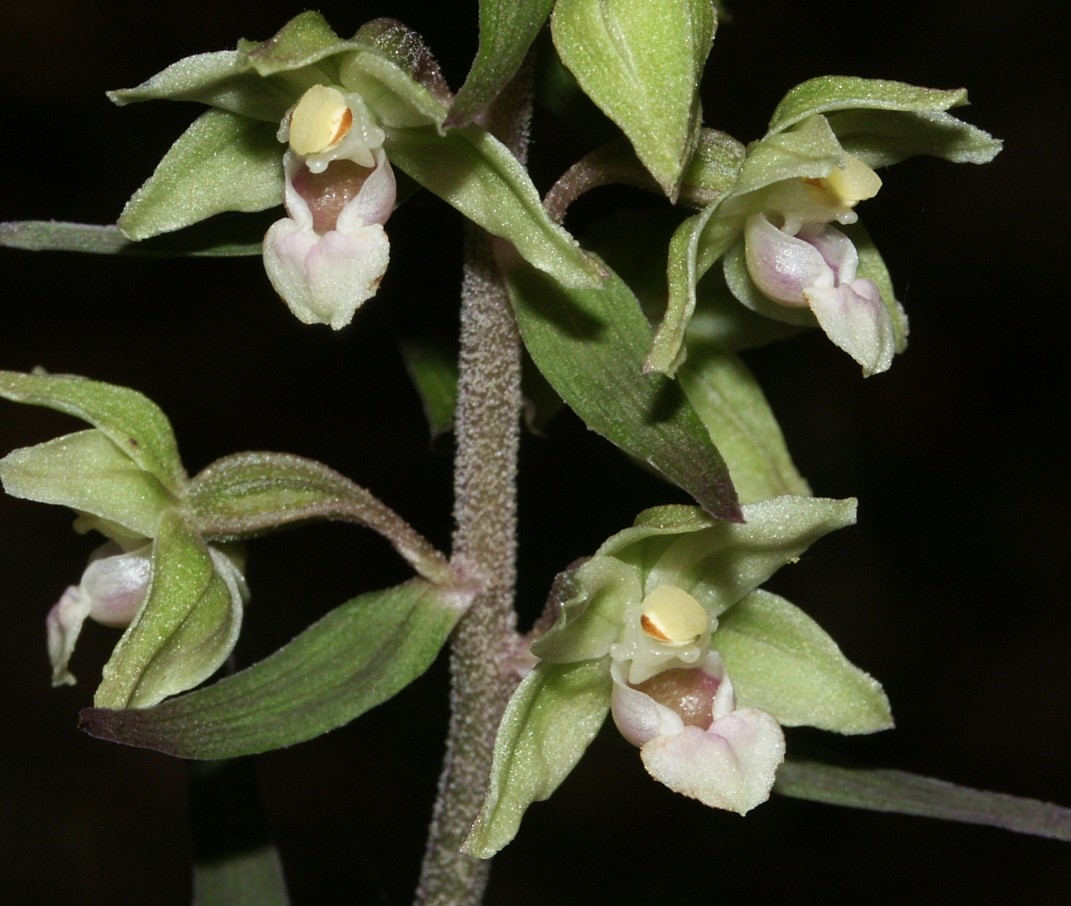
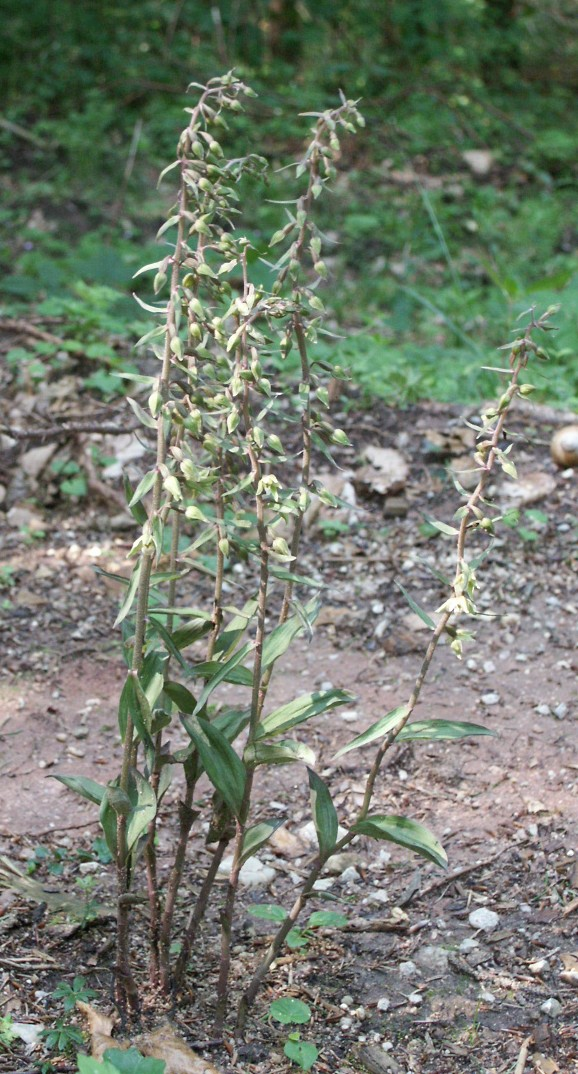
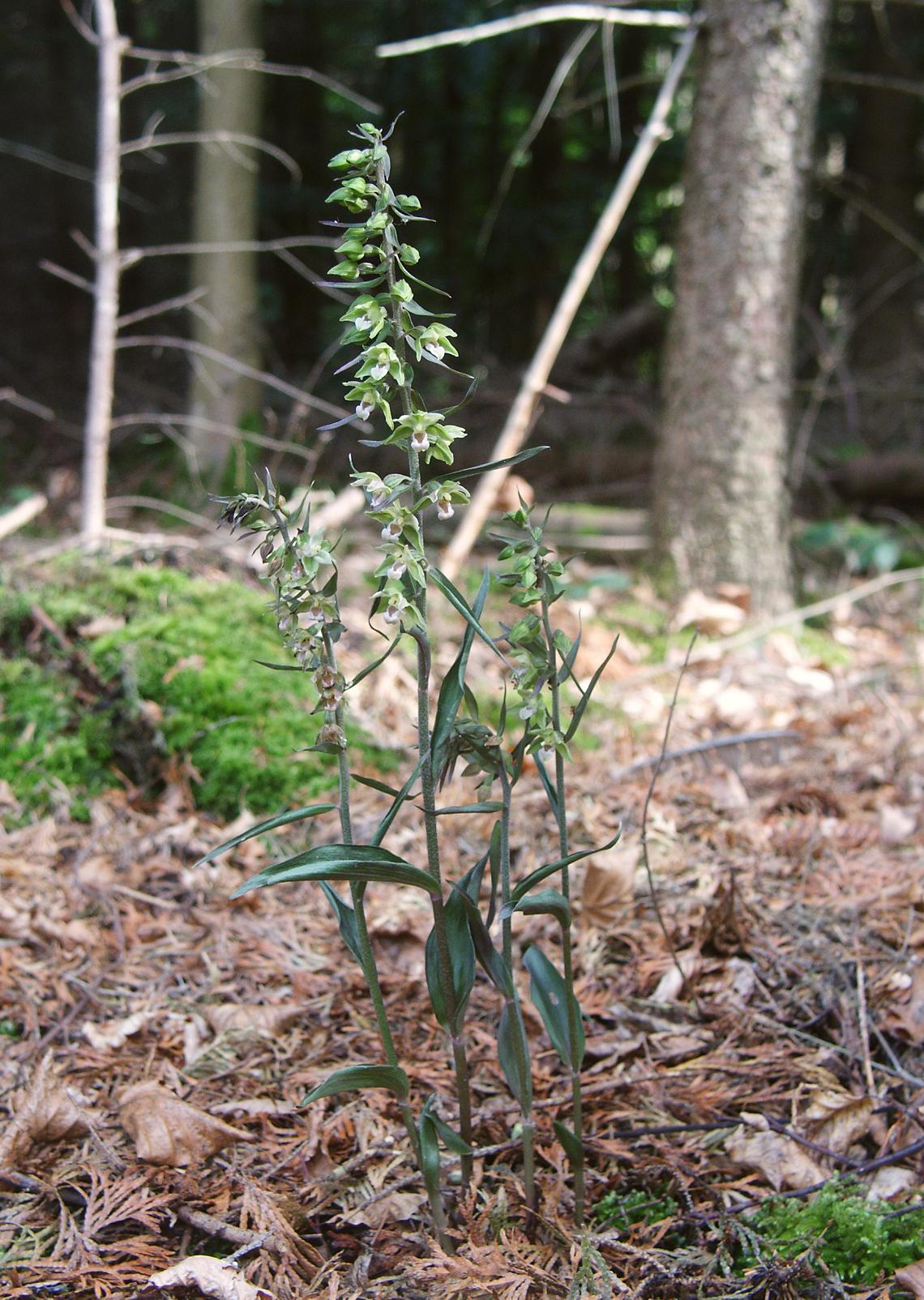
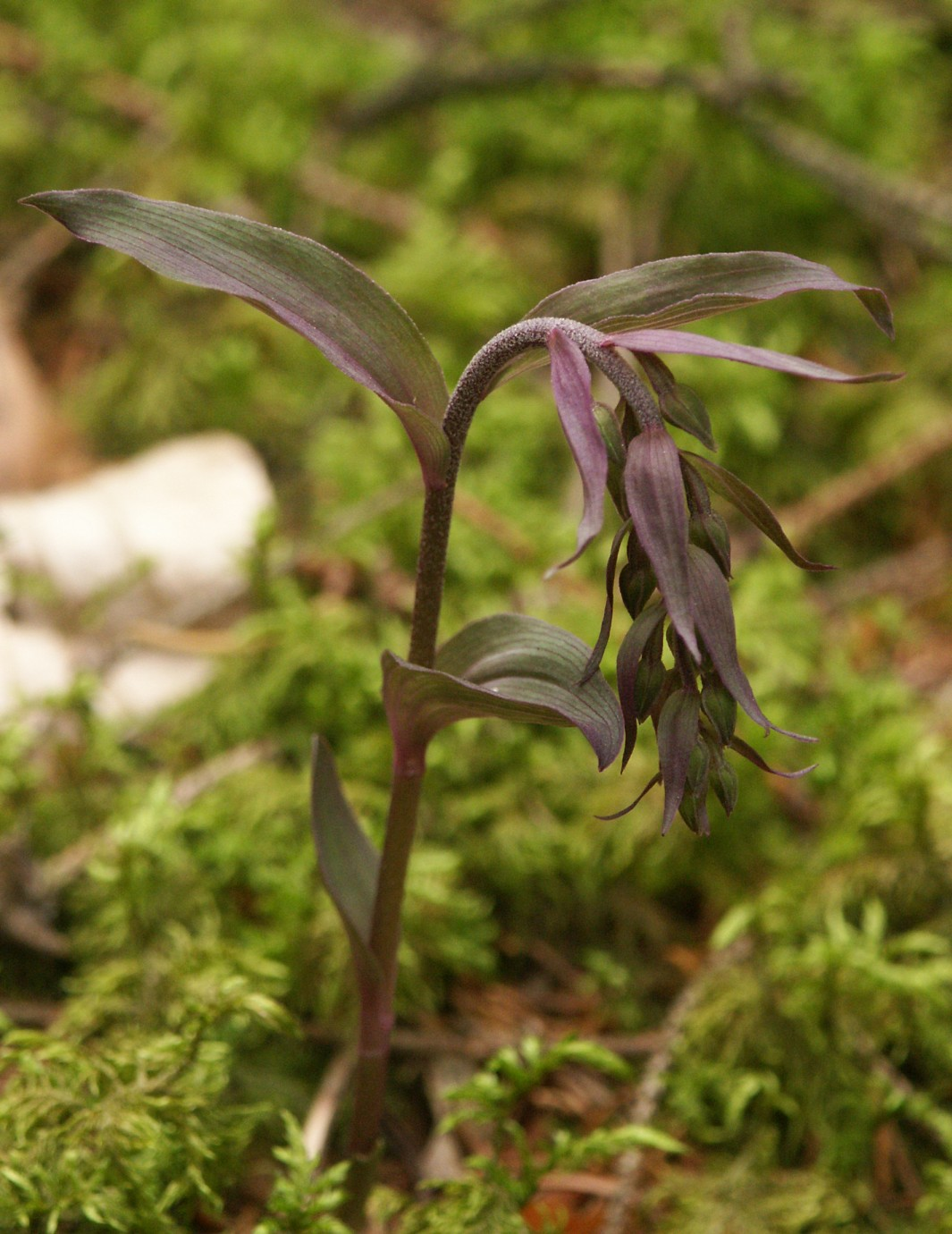
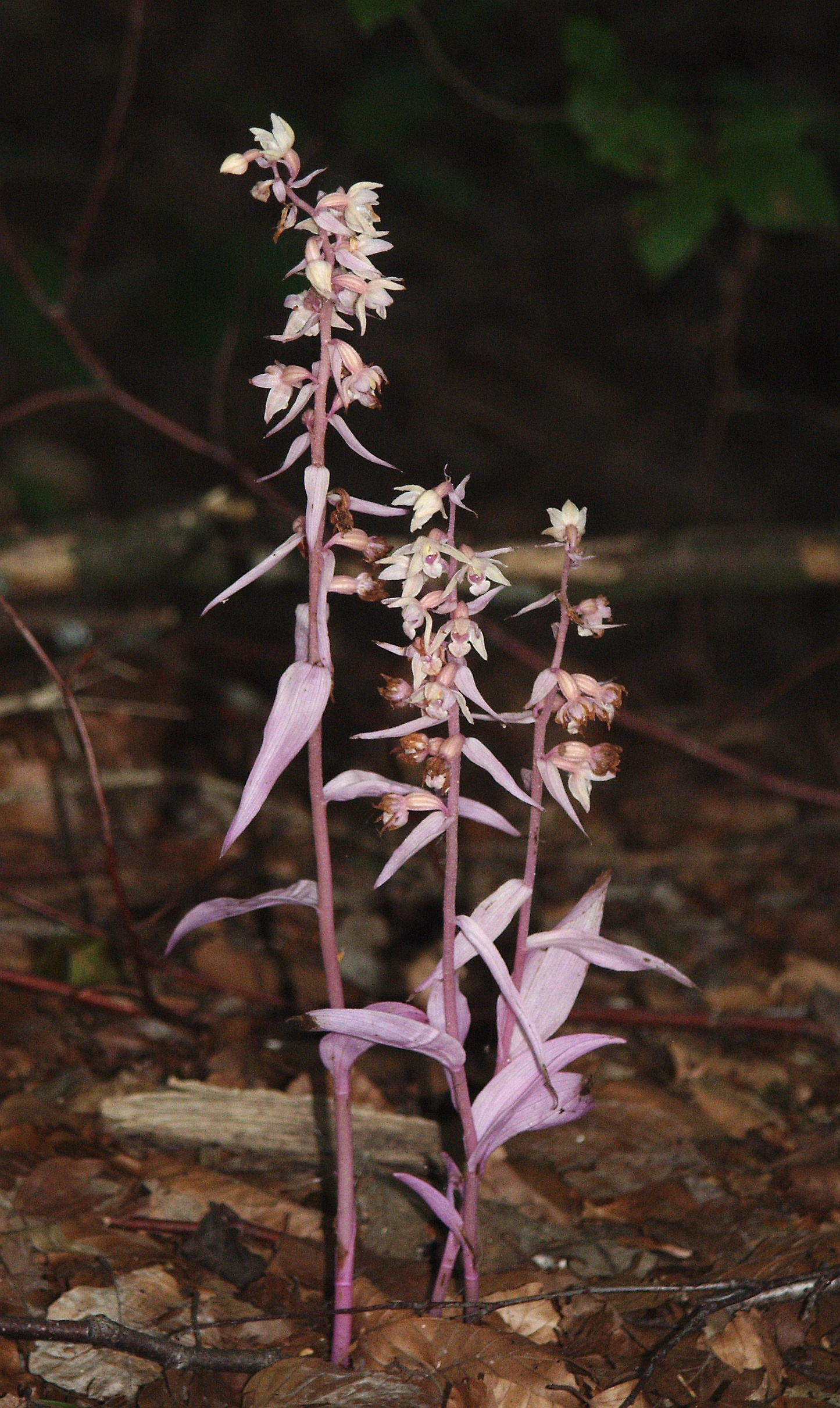
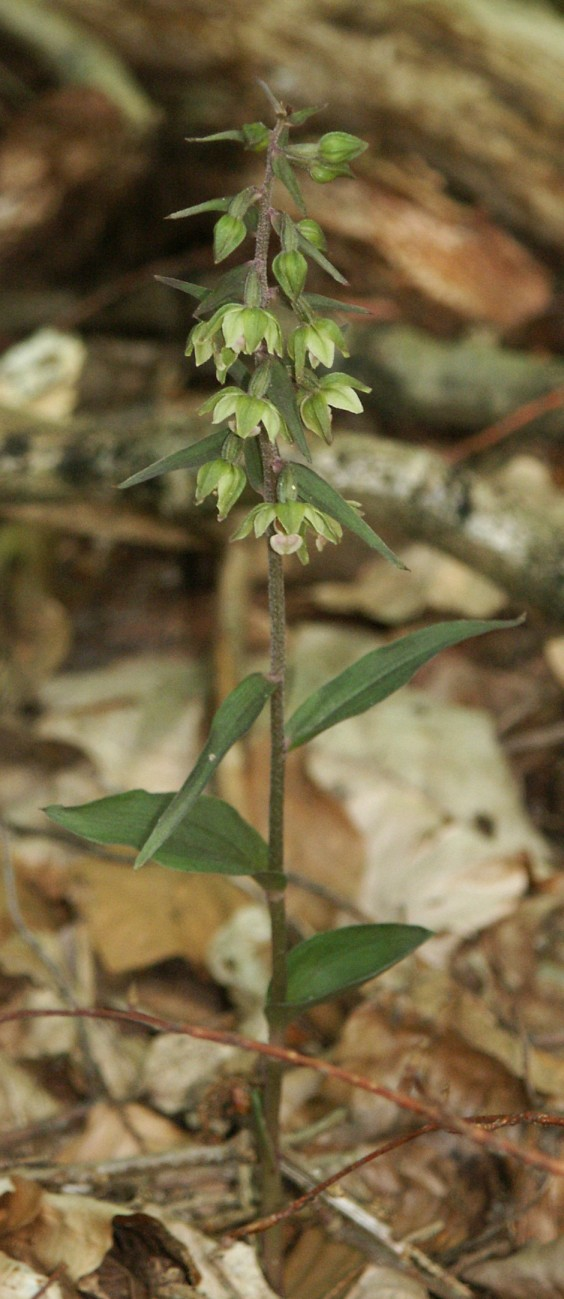